# سیارک ۱۲۱۶۸
سیارک ۱۲۱۶۸ (به انگلیسی: 12168 Polko، نامگذاری:5141T-2) دوازده هزار و صد و شصت و هشتمین سیارک کشف شده‌است که در ۲۵ سپتامبر ۱۹۷۳ کشف شد.
قدر مطلق سیارک برابر ۳۸.۹ است.